# Budva Challenger 1998
Il Budva Challenger 1998 è stato un torneo di tennis facente parte della categoria ATP Challenger Series nell'ambito dell'ATP Challenger Series 1998. Il torneo si è giocato a Budua in Jugoslavia dal 7 al 13 settembre 1998 su campi in terra rossa.

## Vincitori

### Singolare
Tomas Behrend ha battuto in finale  Fredrik Jonsson 3-6, 6-3, 6-2

### Doppio
Eduardo Nicolas-Espin /  Germán Puentes hanno battuto in finale  Emanuel Couto /  João Cunha e Silva 3-6, 6-1, 6-3